# Euxoa sotnia
Euxoa sotnia är en fjärilsart som beskrevs av Smith 1905. Euxoa sotnia ingår i släktet Euxoa och familjen nattflyn. Inga underarter finns listade i Catalogue of Life.